# Heilbronner Falken/Mannschaften und Platzierungen
Die folgende Auflistung enthält alle Mannschaften und Platzierungen der Heilbronner Falken, einem Eishockeyverein aus Heilbronn, Baden-Württemberg, seit die Eishockeyabteilung des REV Heilbronn im Jahr 1986 in den heutigen Stammverein Heilbronner EC ausgegliedert wurde.

## Mannschaften

### Saison 1986/87
| Tor:          | Ralf Hotz, Jürgen John |
| Verteidigung: | Bernd Arnold, Christian Deibler, Andreas Frommert, Werner Jahn, Martin Kronberger, Norbert Mundo, Ralph Ochs, Richard Trojan, Tim Waber, Reinhard Zehetner, Hermann Zerrenner  |
| Sturm:        | Robby Geale, Peter Just, Thomas Merkel, Robert Morgenstern, James Münch, Steffen Neutz, Heiko Niere, Steve Pépin, Gerhard Schaaf, Matthew Sieber, Clark Turney, Giuseppe Vacca |
| Trainer:      | Wilbert Duszenko |

### Saison 1987/88
| Tor:          | Bernhard Köpf, Alexander Lange |
| Verteidigung: | Václav Drobný, Florian Jäger, Martin Kronberger, Reynold Tessier, Peter Penc, Richard Trojan |
| Sturm:        | Bob Attwell, Robby Geale, Christian Junghanns, Jürgen Lechl, Thomas Merkel, James Münch, Norbert Mundo, Karsten Neumann, Heiko Niere, Andreas Nocon, Steve Pépin, Wolfgang Rosenberg, Gerhard Schaaf, Peter Stankovic, Steffen Neutz |
| Trainer:      | Wilbert Duszenko |

### Saison 1988/89
| Tor:          | Bernhard Köpf, Alexander Lange, Hans Wild |
| Verteidigung: | Václav Drobný, Florian Jäger, Olaf Kapella, Norbert Mundo, Karsten Neumann, Gerhard Schaaf, Reynold Tessier, Richard Trojan                                            |
| Sturm:        | Bob Attwell, Robby Geale, Jürgen Lechl, Thomas Merkel, Steffen Neutz, Heiko Niere, Christian Ott, Harry Pflügl, Wolfgang Rosenberg, Peter Stankovic, Joachim Stowasser |
| Trainer:      | Wilbert Duszenko |

### Saison 1990/91
| Tor:          | Hans Wild, Jörg Zydeck |
| Verteidigung: | Hansi Bade, Hardy Bleil, Sandro Cupo, Ralf Hoffmann, Klaus Kariegus, Oliver Kratt, Markus Krüger, Daniel Prokop                                                                      |
| Sturm:        | Robby Geale, Klaus Gotsch, Jürgen Häfele, Volker Kronauer, Marek Kurowski, Janusz Liber, Dirk Marchel, Henri Marcoux, Thomas Merkel, Harald Munz, Wolfgang Rosenberg, Mike Rosendahl |
| Trainer:      | Werner Cecco (1.–4. Spieltag), Wolfgang Rosenberg (ab dem 5. Spieltag) |

### Saison 1991/92
| Tor:          | Sebastian Baader, Bernhard Köpf, Rafael Zinke |
| Verteidigung: | Sandro Cupo, Klaus Kariegus, Peter Kuba, Thomas Merkel, Daniel Prokop, Sascha Trivunov, Matthias Wurtinger                                                                          |
| Sturm:        | Roman Bartosch, Bertil Filgis, Kenneth Filgis, Jürgen Häfele, Marek Kurowski, Henri Marcoux, Heiko Niere, Rudi Sternkopf, Martin Svejda, Ladislav Svozil, Mark Teevens, Tauno Zobel |
| Trainer:      | Jaromír Fryčer |

### Saison 1992/93
| Tor:          | Sebastian Baader, Marco Herbst |
| Verteidigung: | Daniel Prokop, Klaus Kariegus, Hansi Bader, Michael Pump, Matthias Wurtinger, Volker Jakob, Sascha Trivunov                                                                                       |
| Sturm:        | Roman Bartosch, Helmut Bauer, Bertil Filgis, Kenneth Filgis, Henri Marcoux, Thomas Merkel, Heiko Niere, Christian Ott, Herbert Ott, Bernd Stribel, Martin Svejda, Ladislav Svozil, Daniel Walther |
| Trainer:      | Jaromír Fryčer (1.–6. Spieltag), Paul Sommer (ab 7. Spieltag) |

### Saison 1993/94
| Tor:          | Thomas Hölzel, Oliver Weißenberger |
| Verteidigung: | Anton Doll, Klaus Erbersdobler, Uwe Geisert, Norbert Haslach, Stephan Kadow, Klaus Kariegus, Jan Repka, Manfred Schuster                                                                                                |
| Sturm:        | Helmut Bauer, Bertil Filgis, Kenneth Filgis, Thorsten Haaf, Christoph Hadraschek, Randall Karsten, Mark Kosturik, Vitus Mitterfellner, Nikolai Narimanov, Heiko Niere, Michael Stejskal, Martin Svejda, Ladislav Svozil |
| Trainer:      | Gerd Wittmann |

### Saison 1994/95
| Tor:          | Klaus Jansen, Oliver Weißenberger |
| Verteidigung: | Stephan Eder, Uwe Geisert, Norbert Haslach, Vladimír Macholda, Karsten Neumann, Alexander Schuster, Manfred Schuster, Peter Stankovic, Alexander Ulmer                                                                            |
| Sturm:        | Sascha Bernhardt, Thorsten Haaf, Oliver Hackert, Ralf Hartfuß, Peter Holdschik, Miroslav Ihnačák, Milan Maruschka, Vitus Mitterfellner, Tim Schnobrich, Michael Stejskal, Ladislav Svozil, Michael Thurner, Oliver Vöst, Joe West |
| Trainer:      | Gerd Wittmann |

### Saison 1995/96
| Tor:          | Christian Frütel, Klaus Jansen |
| Verteidigung: | Hansi Bader, Anton Doll, Michael Gabler, Peter Heinold, Alexander Leinsle, Michael Pump, Jan Repka, Peter Stankovic, Andreas Weisser                                                                                       |
| Sturm:        | Sascha Bernhardt, Patrick Carignan, Thorsten Haaf, Len Hachborn, Ralf Hartfuß, Danny Held, Gert Heubach, Andrej Jaufmann, Wolfgang Koziol, Milan Maruschka, Nikolai Narimanov, Pierre Rioux, Thomas Schädler, Sven Valenti |
| Trainer:      | Sascha Barinev |

### Saison 1996/97
| Tor:          | Mikael Granlund, Ambrosius Fichtner, Christian Frütel, Tony Martino |
| Verteidigung: | Johannes Kraus, Ruben Lechler, Florian Leitner, Daniel Neutz, Michael Pump, Anton Raubal, Jan Repka, Peter Stankovic, Andreas Weisser, Steven Woodburn, Terrence Zytynsky                                                                                             |
| Sturm:        | Pascal Appel, Heiko Becker, Max Boldt, Igor Dorochin, Guy Fournier, Robert Hock, Andrej Jaufmann, Wolfgang Koziol, Milan Maruschka, David Musial, Nikolai Narimanov, Thorsten Rau, Radim Raděvič, Pierre Rioux, Heiner Römer, Tom Schädler, Sven Valenti, Oleg Yashin |
| Trainer:      | Pierre Rioux (1.–3. Spieltag), Sascha Barinev (ab 4. Spieltag) |

### Saison 1997/98
| Tor:          | Mikael Granlund, Ambrosius Fichtner |
| Verteidigung: | Alexander Genze, Johannes Kraus, Juha Lampinen, Florian Leitner, Johan Lindh, Marek Šebek, Jürgen Simon, Marko Sten, Zdeněk Trávníček |
| Sturm:        | Pascal Appel, Sascha Bernhardt, Andreas Brockmann, Igor Dorochin, Michael Hackert, Robert Hock, Wiktar Karatschun, Mikael Kotkaniemi, Toni Krinner, Andrej Kvartalnov, Jarmo Mäkitalo, Nikolai Narimanov, Thorsten Rau, Heiner Römer, Thomas Schädler, Jan Schertz, Mark Teevens, Sven Valenti |
| Trainer:      | Jiří Kochta (1.–38. Spieltag), Gerd Wittmann (ab 38. Spieltag) |

### Saison 1998/99
| Tor:          | Felix Feeser, Mikael Granlund, Markus Nachtmann |
| Verteidigung: | Markus Eberl, Florian Katz, Johan Lindh, Alexander Schuster, Jürgen Simon, Stephan Sinner, Zdeněk Trávníček, Christian von Trzcinski                                                                                           |
| Sturm:        | Pascal Appel, Björn Barta, Michael Hackert, Robert Hock, Todd Holt, Jacques Joubert, Matthias Kliemann, Nikolay Narimanov, Thomas Schädler, Jan Schertz, Brett Stewart, David Sulkovsky, Stéphane Thivierge, Kurt Wickenheiser |
| Trainer:      | Craig Sarner (1.–11. Spieltag), Gary Prior (ab 19. Spieltag) |

### Saison 1999/00
| Tor:          | Leif Berggren, Felix Feeser, Mikael Granlund |
| Verteidigung: | Sergejs Čudinovs, Markus Eberl, Johan Lindh, Christian Martin, Ronny Martin, Nicklas Rinaldo, Alexander Schuster |
| Sturm:        | Björn Barta, Dean Fedorchuk, Ken Filbey, Henri Marcoux, Burke Murphy, Layne Roland, Michael Rumrich, Thomas Schädler, Brad Scott, Vitaliy Semenchenko, Aleksandr Semjonov, Todd Sparks, Rainer Suchan, Radek Vít, Martin Williams |
| Trainer:      | Gary Prior (1.–31. Spieltag), Ladislav Svozil (ab 32. Spieltag) |

### Saison 2000/01
| Tor:          | Kai Fischer, Rudolf Pejchar |
| Verteidigung: | Martin Ančička, Sergejs Čudinovs, Andreas Felsch, Rudi Gorgenländer, Leo Gudas, Florian Leitner, Josef Peroutka, Juri Stumpf                                                                     |
| Sturm:        | Alexander Dexheimer, Igor Dorochin, Eric Dylla, Michael Hackert, Andrej Jaufmann, Ravil Khaidarov, David Musial, Michael Rumrich, Vitaliy Semenchenko, Andrej Strakhov, Radek Vít, Oļegs Znaroks |
| Trainer:      | Ladislav Svozil |

### Saison 2001/02
| Tor:          | Kai Fischer, Rudolf Pejchar |
| Verteidigung: | Vladimír Búřil, Andreas Felsch, Rudi Gorgenländer, Leo Gudas, Daniel Jardemyr, Josef Peroutka, Ladislav Strompf, Benjamin Wildgruber, Lukáš Zátopek                                                           |
| Sturm:        | Robert Brezina, Hubert Buchwieser, Igor Dorochin, Axel Hackert, Michael Hackert, Oliver Hackert, Marek Ivan, Wiktar Karatschun, Ravil Khaidarov, Vitalij Semenchenko, Radek Vít, Patrick Vozar, Oļegs Znaroks |
| Trainer:      | Ladislav Svozil |

### Saison 2002/03
| Tor:          | Siniša Martinović, Marko Suvelo |
| Verteidigung: | Jason Becker, Vladimír Búřil, Christian Gegenfurtner, Marco Rentzsch, Daniel Sevo, Christian Völk, Benjamin Wildgruber, Markus Witting |
| Sturm:        | Pascal Appel, Mike Bullard, Igor Dorochin, Stephan Gottwald, Axel Hackert, Shawn Heaphy, Wiktar Karatschun, Andrej Kaufmann, Ravil Khaidarov, Tim Leahy, Andreas Lupzig, Stefan Mann, Brad Mehalko, Rochus Schneider, Radek Vít, Patrick Vozar |
| Trainer:      | Georg Holzmann (1.–32. Spieltag), Jamie Bartman (ab 37. Spieltag) |

### Saison 2003/04
| Tor:          | Tobias Amon, Danny aus den Birken, Mike Rosati |
| Verteidigung: | Vladimir Buril, Michael Carl, Christian Gegenfurtner, Markus Koch, Marco Schütz, Stephan Sinner, Christian Völk, Markus Witting |
| Sturm:        | Sachar Blank, Benjamin Brozicek, Marc Bruns, Fabio Carciola, Andreas Dimbat, Igor Dorochin, Markus Draxler, Jason Dunham, Ken Dzikowski, Björn Friedl, Axel Hackert, Shawn Heaphy, Wiktar Karatschun, Alexander Keterling, Felix Kollmar, Wolfgang Kummer, Marc Oppenländer, Derek Switzer, Christoph Ullmann |
| Trainer:      | Jamie Bartman (1.–32. Spieltag), Bob Burns (33.–48. Spieltag), (Abstiegsrunde) |

### Saison 2004/05
| Tor:          | Danny aus den Birken, David Belitski, Markus Nachtmann |
| Verteidigung: | Michael Carl, Cory Holden, Ronny Martin, Johannes Saßmannshausen, Marco Schütz, Marek Sebek, Marc St. Jean, Heiko Vogler |
| Sturm:        | Hans-Jürgen Becker, Sachar Blank, Marc Bruns, Fabio Carciola, Alexander Dexheimer, Igor Dorochin, Thomas Greilinger, Oliver Hackert, Mike Henderson, John Kachur, Marcus Kink, John Kraiss, Fabian Krull, Martin Melchert, Philipp Schlager, Christoph Ullmann, Dennis Walther, Heiko Weidler |
| Trainer:      | Rico Rossi |

### Saison 2005/06
| Tor:          | Tobias Amon, Danny aus den Birken, David Belitski, Michael Madsen |
| Verteidigung: | Jason Becker, David Cespiva, Christopher Fischer, Cory Holden, Benedikt Kohl, Stefan Langwieder, Andreas Maier, Elvis Melia, Marco Schütz, Thomas Vogl, Heiko Vogler |
| Sturm:        | Pascal Appel, Hans-Jürgen Becker, Sachar Blank, Jean-François Caudron, Igor Dorochin, Ryan Duthie, Igor Filobok, Marius Garten, Andrej Kawaljou, John Kraiss, Fabian Krull, Frank Mauer, Thomas Pielmeier, André Schietzold, Mats Schöbel, Dennis Walther, Heiko Weidler |
| Trainer:      | Rico Rossi |

### Saison 2006/07
| Tor:          | Tobias Amon, Danny aus den Birken, Ronny Glaser, Sebastian Vogl |
| Verteidigung: | Paul Esdale, Christopher Fischer, Benedikt Kohl, Andreas Maier, Sean Owens, Felix Petermann, Tobias Stolikowski, Heiko Vogler, Roman Weilert |
| Sturm:        | Pascal Appel, Sachar Blank, T.J. Caig, Luigi Calce, Fabio Carciola, Jean-François Caudron, Igor Filobok, Marcus Kink, Fabian Krull, Henry Martens, Frank Mauer, Frank Petrozza, André Schietzold, Chris Stanley, Christoph Ullmann, Dennis Walther, Manuel Weibler, |
| Trainer:      | Rico Rossi |

### Saison 2007/08
| Tor:          | Tobias Amon, Danny aus den Birken |
| Verteidigung: | Nicolas Ackermann, Torsten Ankert, Patrick Baum, Christopher Fischer, Tyler Howells, Benedikt Kohl, Stefan Langwieder, Michael Schutte, Sören Sturm, Jörg Wartenberg                                                       |
| Sturm:        | Dan Baum, T.J. Caig, Luigi Calce, Jean-François Caudron, Derek Edwardson, Igor Filobok, Frank Mauer, Frank Petrozza, Tobias Samendinger, André Schietzold, Philipp Schlager, Mats Schöbel, Patrick Strauch, Manuel Weibler |
| Trainer:      | Rico Rossi |

### Saison 2008/09
| Tor:          | Tobias Amon, Danny aus den Birken, Felix Brückmann, Dustin Haloschan, Marek Mastič, Sebastian Vogl |
| Verteidigung: | Nicolas Ackermann, Harlan Anderson, Benedikt Brückner, Torsten Fendt, Christopher Fischer, Benedikt Kohl, Marc Kohl, Marco Müller, Jan Niklas Pietsch, Aaron Power, Nico Pyka, Marco Schütz, Heiko Vogler |
| Sturm:        | Daniel Brendle, Luigi Calce, Fabio Carciola, Jean-François Caudron, Derek Edwardson, Marc El-Sayed, Igor Filobok, Steffen Fink, Peter Flache, Axel Hackert, Marcus Kink, Ian MacNeil, Frank Mauer, Scott Mifsud, Jeff Miles, Mikhail Nemirovsky, Matthias Plachta, Frank Petrozza, Toni Ritter, Tobias Samendinger, André Schietzold, Philipp Schlager |
| Trainer:      | Rico Rossi |

### Saison 2009/10
| Tor:          | Felix Brückmann, Maximilian Dürr, Lukas Lang, Sebastian Vogl |
| Verteidigung: | Patrick Baum, Dominik Bittner, Benedikt Brückner, Stephan Daschner, Torsten Fendt, Thomas Gödtel, Corey Mapes, Jeffrey Mason, Marco Müller, Denis Reul, Marco Schütz, Marc St. Jean |
| Sturm:        | Frederik Cabana, Luigi Calce, Marc El-Sayed, Paul Fenton, Jörg Filobok, Axel Hackert, Mirko Höfflin, Dustin Lee Johner, Bernhard Keil, Lukas Lawson, Norman Martens, Frank Mauer, Lance Monych, Matthias Plachta, Robin Platz, Michael Rimbeck, Darren Reid, Thomas Schenkel, André Schietzold, Cory Urquhart, Dominic Walsh, Simon Wenzel |
| Trainer:      | Rico Rossi |

### Saison 2010/11
| Tor:          | Rejean Beauchemin, Kellen Briggs, Felix Brückmann, Niklas Deske, Maximilian Dürr, Lukas Lang, Philip Lehr |
| Verteidigung: | Patrick Baum, Dominik Bittner, David Cespiva, Torsten Fendt, Thomas Gödtel, Fabian Krull, Stefan Langwieder, Corey Mapes, Marco Schütz                                                                                            |
| Sturm:        | Luigi Calce, Fabio Carciola, Justin Cox, Marc El-Sayed, Richard Gelke, Axel Hackert, Keith Johnson Michel Léveillé, Thomas Martinec, Achim Moosberger, Matthias Plachta, Ralf Rinke, Toni Ritter, Aaron Slattengren, Simon Wenzel |
| Trainer:      | Rico Rossi |

### Saison 2011/12
| Tor:          | Domenic Bartels, Niklas Deske, Todd Ford, Philip Lehr, Ryan MacDonald, Markus Nachtmann |
| Verteidigung: | Patrick Baum, David Danner, Torsten Fendt, Thomas Gödtel, Michail Kozhevnikov, Fabian Krull, Corey Mapes, Felix Sven Stokowski |
| Sturm:        | Alexander Ackermann, Christian Billich, Steven Billich, Luigi Calce, Chris Capraro, Adriano Carciola, Fabio Carciola, Richard Gelke, Marcel Kurth, Francis Lemieux, Michel Léveillé, Bryan Marshall, Alexander Serikow, Cory Urquhart |
| Trainer:      | Rico Rossi |

### Saison 2012/13
| Tor:          | Domenic Bartels, Jonathan Bernier, Maximilian Dürr, Fabian Krull, Kevin Nastiuk, Alexander Westlund |
| Verteidigung: | Patrick Baum, David Danner, Torsten Fendt, David Fischer, Bruno Gervais, Michail Kozhevnikov, Fabian Krull, Corey Mapes, Marco Müller |
| Sturm:        | Alexander Ackermann, Christian Billich, Steven Billich, Andrej Bíreš, Luigi Calce, Chris Capraro, Adriano Carciola, Fabio Carciola, Richard Gelke, Michael Hackert, Marcel Kurth, Michel Léveillé, Jaroslav Markovic, Dominic Walsh, Brent Walton |
| Trainer:      | Rico Rossi |

### Saison 2013/14
| Tor:          | Maximilian Dürr, Konrad Branislav, Philip Lehr, Siniša Martinović |
| Verteidigung: | Jānis Andersons, Patrick Baum, Steven Bär, Mike Card, David Danner, Torsten Fendt, Moritz Hauß, Patrick Kurz, Fabian Krull, Moritz Muth, Dorian Saeftel, Felix Sven Stokowski, Mitch Versteeg, Yannis Walch                                               |
| Sturm:        | Alexander Ackermann, Andrej Bíreš, Sachar Blank, Adriano Carciola, Fabio Carciola, Patrick Eisele, Paul Fenton, Marco Habermann, Michael Hackert, Robert Hock, Deon Jones, Tobias Kircher, Marcel Kurth, Brady Leisenring, Frantisek Mrazek, Stefano Rupp |
| Trainer:      | Kenneth Latta, Gerd Wittmann, Igor Pawlow |

### Saison 2014/15
| Tor:          | Dustin Haloschan, Philip Lehr, Mirko Pantkowski, Florian Proske, Enrico Salvarani, Alex Scola |
| Verteidigung: | Steven Bär, Dominik Bittner, Trevor John Fast, Torsten Fendt, Daniel Haase, Moritz Hauß, Louis Heinis, Moritz Muth, Dorian Saeftel, Tobias Schmitz, Robin Thomson, Dominik Tiffels |
| Sturm:        | Riley Armstrong, Alexander Ackermann, Andrej Bíreš, Sachar Blank, Dustin Cameron, Patrick Eisele, Alexander Janzen, Sergej Janzen, Alexander Karachun, Tobias Kircher, Fabian Krull, Marvin Krüger, Marcel Kurth, Stefan Legein, Kevin Maginot, Conor O’Donnell, Lennart Palausch, Stefano Rupp, Grant Toulmin |
| Trainer:      | Igor Pawlow, Gerd Wittmann |

### Saison 2015/16
| Tor:          | Domenic Bartels, Eric Hartzell, Peter Holmgren, Hannibal Weitzmann |
| Verteidigung: | Aziz Baazzi, Steven Bär, Maximilian Faber, Thomas Gödtel, Daniel Haase, David Hajek, Dustin Ketzler, Fabian Krull, Marco Schütz                                                                     |
| Sturm:        | Adam Brace, Marvin Deske, Markus Eberhardt, Tom Fiedler, Matthias Forster, Richard Gelke, Carsten Gosdeck, Marvin Krüger, Joseph Lewis, Connor Morrison, Ralf Rinke, Bradley Schell, Patrick Schmid |
| Trainer:      | Manfred Wolf, Fabian Dahlem |

### Saison 2016/17
| Tor:          | Niklas Deske, Leon Frensel, Andrew Hare, Josef Lala, Stefan Ridderwall, Enrico Salvarani |
| Verteidigung: | Steven Bär, Gino-Mike Blank, Thomas Botzenhard, Thomas Gödtel, Jonathan Harty, Jordan Heywood, Patrick Kurz, Henry Martens, Marco Schütz, Patrik Vogl                                                    |
| Sturm:        | Markus Eberhardt, Matthias Forster, Richard Gelke, Tyler Gron, Kyle Helms, Ville Jävrveläinen, Tobias Kircher, Justin Kirsch, Marvin Krüger, Kevin Lavallée, Cameron Reid, Rylan Schwartz, Marius Stöber |
| Trainer:      | Fabian Dahlem, Gerhard Unterluggauer |

### Saison 2017/18
| Tor:          | Leon Frensel, Andrew Hare, Marcel Melicherčík |
| Verteidigung: | Christoph Eckl, Marcus Götz, Jordan Heywood, Stephan Kronthaler, Patrick Kurz, Corey Mapes, Henry Martens, Tobias Möller |
| Sturm:        | Brandon Alderson, Tim Bernhard, Markus Eberhardt, Michael Fink, Mike Fischer, Richard Gelke, Mark Heatley, Kyle Helms, Justin Kirsch, Kevin Lavallée, Matthew MacKay, Justin Maylan, Dennis Palka, Tomáš Plíhal, Brad Ross, Jonas Schlenker |
| Trainer:      | Gerhard Unterluggauer |

## Platzierungen
|                | Saison  | Liga                         | Klasse | Abschlussplatzierung                                          | Play-offs               |
| -------------- | ------- | ---------------------------- | ------ | ------------------------------------------------------------- | ----------------------- |
| REV Heilbronn  | 1981/82 | Landesliga Baden-Württemberg | V      | 4.                                                            | –                       |
| REV Heilbronn  | 1982/83 | Landesliga Baden-Württemberg | V      | 1.                                                            | –                       |
| REV Heilbronn  | 1983/84 | Baden-Württembergliga        | IV     | 3.                                                            | –                       |
| REV Heilbronn  | 1984/85 | Regionalliga Südwest         | IV     | 3. Vorrunde 4. Aufstiegsrunde zur Oberliga                    | –                       |
| REV Heilbronn  | 1985/86 | Oberliga Mitte               | III    | 2. Vorrunde 4. Meisterschaftsrunde 1. Relegationsrunde        | –                       |
| Heilbronner EC | 1986/87 | Oberliga Mitte               | III    | 2. Vorrunde 3. Aufstiegsrunde zur 2. Bundesliga Süd           | Sieger Relegation       |
| Heilbronner EC | 1987/88 | 2. Bundesliga Süd            | II     | 5. Vorrunde 1. Relegationsrunde                               | –                       |
| Heilbronner EC | 1988/89 | 2. Bundesliga Süd            | II     | 4. Vorrunde 10. Aufstiegsrunde zur 1. Bundesliga              | –                       |
| Heilbronner EC | 1990/91 | Oberliga Süd                 | III    | 9. Vorrunde 6. Aufstiegsrunde zur 2. Bundesliga Süd, Gruppe B | –                       |
| Heilbronner EC | 1991/92 | Oberliga Süd                 | III    | 2. Vorrunde 4. Meisterrunde                                   | –                       |
| Heilbronner EC | 1992/93 | Oberliga Süd                 | III    | 6. Vorrunde 6. Meisterrunde                                   | –                       |
| Heilbronner EC | 1993/94 | Oberliga Süd                 | III    | 1. Vorrunde 1. Meisterrunde                                   | –                       |
| Heilbronner EC | 1994/95 | 1. Liga Süd                  | II     | 2. Vorrunde 3. Meisterrunde                                   | Viertelfinale           |
| Heilbronner EC | 1995/96 | 1. Liga Süd                  | II     | 3. Vorrunde 1. Meisterrunde                                   | Sieger Spiel um Platz 3 |
| Heilbronner EC | 1996/97 | 1. Liga Süd                  | II     | 2. Vorrunde                                                   | 4. Platz                |
| Heilbronner EC | 1997/98 | 1. Liga Süd                  | II     | 1. Vorrunde 14. Meisterrunde                                  | nicht qualifiziert      |
| Heilbronner EC | 1998/99 | Bundesliga                   | II     | 1. Qualifikationsrunde, Gruppe B 10. Vorrunde                 | nicht qualifiziert      |
| Heilbronner EC | 1999/00 | 2. Bundesliga                | II     | 5. Vorrunde 9. Meisterrunde                                   | nicht qualifiziert      |
| Heilbronner EC | 2000/01 | 2. Bundesliga                | II     | 2. Vorrunde                                                   | Halbfinale              |
| Heilbronner EC | 2001/02 | 2. Bundesliga                | II     | 4. Vorrunde                                                   | Halbfinale              |
| Heilbronner EC | 2002/03 | 2. Bundesliga                | II     | 5. Vorrunde                                                   | Viertelfinale           |
|                | 2003/04 | 2. Bundesliga                | II     | 9. Vorrunde 5. Abstiegsrunde                                  | nicht qualifiziert      |
|                | 2004/05 | Oberliga                     | III    | 1. Hauptrunde 5. Meisterrunde                                 | nicht qualifiziert      |
|                | 2005/06 | Oberliga                     | III    | 6. Hauptrunde 5. Meisterrunde                                 | nicht qualifiziert      |
|                | 2006/07 | Oberliga                     | III    | 2. Vorrunde                                                   | Meister                 |
|                | 2007/08 | 2. Bundesliga                | II     | 3. Vorrunde                                                   | Halbfinale              |
|                | 2008/09 | 2. Bundesliga                | II     | 4. Vorrunde                                                   | Viertelfinale           |
|                | 2009/10 | 2. Bundesliga                | II     | 6. Vorrunde                                                   | Viertelfinale           |
|                | 2010/11 | 2. Bundesliga                | II     | 2. Vorrunde                                                   | Viertelfinale           |
|                | 2011/12 | 2. Bundesliga                | II     | 2. Vorrunde                                                   | Viertelfinale           |
|                | 2012/13 | 2. Bundesliga                | II     | 7. Vorrunde                                                   | Viertelfinale           |
|                | 2013/14 | DEL2                         | II     | 10. Hauptrunde Play-Downs verloren                            | nicht qualifiziert      |
|                | 2014/15 | DEL2                         | II     | 13. Hauptrunde Play-Downs verloren                            | nicht qualifiziert      |
|                | 2015/16 | DEL2                         | II     | 14. Hauptrunde Play-Downs verloren                            | nicht qualifiziert      |
|                | 2016/17 | DEL2                         | II     | 13. Hauptrunde                                                | nicht qualifiziert      |
|                | 2017/18 | DEL2                         | II     | 9. Hauptrunde                                                 | Viertelfinale           |

REV Heilbronn
Heilbronner EC
Heilbronner Falken